# Caulastrea curvata
Caulastrea curvata là một loài san hô trong họ Faviidae. Loài này được Wijsmann-Best mô tả khoa học năm 1972.